# الصحراء الساحلية الأطلسية
الصحراء الساحلية الأطلسية هي منطقة بيئية أقصى غرب الصحراء الكبرى في شمال إفريقيا. تحتل شريطًا ضيقًا على طول ساحل المحيط الأطلسي، حيث الصحراء الضبابية والغبش الأكثر حدوثاً- والمتوالد جانب الساحل- بواسطة تيار الكناري البارد؛ الذي يوفر رطوبة كافية؛ للحفاظ على مجموعة متنوعة من الأشنيات والنباتات العصارية والشجيرات.

## الجغرافية
وهي تغطي حوالي 39,900 كيلومتر مربع (15,400 ميل2) في الصحراء الغربية وموريتانيا. يحدها من الغرب المحيط الأطلسي، ومن الشرق السهوب الشمالية الصحراوية والغابات، ومن الشمال غابة أكاسيا- أركان المتوسطية الجافة، ومن الجنوب سافانا أكاسيا الساحلية.

## المناخ
يعطي تيار المحيط البارد استقرارًا جوياً أعلى في الصحراء، عن طريق تبريد الهواء في الأساس. تعمل هذه الزيادة في الاستقرار الجوي على تقليل كمية الأمطار. لذلك، فإن المناخ جاف للغاية مع حوالي 30 ملم من هطول الأمطار السنوي في الداخلة، الصحراء الغربية وحوالي 40 ملم من هطول الأمطار السنوي في نواذيبو، موريتانيا. قد تمر عدة سنوات دون هطول الأمطار إطلاقاً. المناخ مشمس جدًا على مدار السنة مع حوالي 3200 ساعة من أشعة الشمس الساطعة السنوية، رغم أنها أقل شمسًا بكثير من أجزاء أخرى من صحراء شمال إفريقيا؛ بسبب الضباب والغبش. الهواء في الصحراء الساحلية الأطلسية رطب إلى حد ما، والرطوبة النسبية تزيد عمومًا عن 60٪؛ بينما في أبعد في المناطق الداخلية، تنخفض بسرعة إلى 30٪ أو أقل. درجات الحرارة أيضًا أكثر اعتدالًا في هذه الصحراء الساحلية؛ فهي دافئة نسبيًا إلى حارة فعلاً في جميع الفصول. متوسط درجات الحرارة اليومية هو 20 درجة مئوية( 68 درجة فهرنهايت) في الداخلة. يبلغ أقصى متوسط درجات الحرارة المرتفعة 27 درجة مئوية( 80.6 درجة فهرنهايت)؛ بينما يبلغ أدنى متوسط درجات الحرارة المنخفضة 13 درجة مئوية( 55.4 درجة فهرنهايت) في الداخلة.

## علم البيئة
هذه المنطقة الحيوية غنية إلى حد ما بالنباتات المتوطنة؛ لكن ليس بها أي حيوانات مستوطنة. تتكون النباتات من مجموعة متنوعة من الأشنِيات والنباتات العصارية والشجيرات المقاومة للجفاف. تم العثور على فقمة الراهب المتوسطية( Monachus monachus) هنا، والخلجان الواسعة هي مناطق مهمة شتاءاً لأعداد كبيرة من الطيور الخواضة الشمالية. تتجمع طيور النحام الكبيرة( Phoenicopterus roseus) والعديد من الطيور المائية الأخرى على الأراضي الرطبة أثناء هجرتها. تشمل الثدييات الموجودة هنا غزال دوركاس( Gazella dorcas)، والذئب الذهبي الأفريقي( Canis lupusater)، وثعلب الفنك( Fennecus zerda)، وثعلب روبل( Vulpes rueppelli)، وقط الرمال( Felis margarita)، وغرير العسل( Mellivora capensis) والضبع المخطط( Hyaena hyaena).